# Allium apulum
Allium apulum är en amaryllisväxtart som beskrevs av Salvatore Brullo och Al. Allium apulum ingår i släktet lökar, och familjen amaryllisväxter.
Artens utbredningsområde är Italien. Inga underarter finns listade i Catalogue of Life.